# SARSコロナウイルス2-イオタ株
SARSコロナウイルス2-イオタ株（サーズコロナウイルスツー イオタかぶ、英語: SARS-CoV-2 Iota variant、別名: 系統 B.1.526）は、新型コロナウイルス感染症 (COVID-19) の原因ウイルスとして知られるSARSコロナウイルス2 (SARS-CoV-2) の変異株である。2020年11月にアメリカ合衆国ニューヨーク州で最初に検出された。
世界保健機関 (WHO) は注目すべき変異株 (VOI) に指定し、WHOラベルではイオタ株 (Iota variant) に分類していたが、2021年9月にVOIから除外された。
2021年4月11日時点で、少なくともアメリカ48の州と18ヶ国で検出されている。

## 分類

### 命名
2020年11月、この系統がアメリカのニューヨークで初めて記録され、後に系統 B.1.526 (lineage B.1.526) と命名された。2021年5月末、WHOは懸念される変異株 (VOC) や注目すべき変異株 (VOI) にギリシャ文字を使用する新しい方針を導入した後、系統 B.1.526に対しイオタ (ι:Iota) のラベルを割り当てた。

### 変異

スパイクタンパク質に焦点を当てたSARS-CoV-2のゲノムマップ上にプロットされたイオタ株のアミノ酸変異。